# 勝木ゆり花温泉
勝木ゆり花温泉（がつぎゆりはなおんせん）とは、新潟県村上市勝木にある温泉。笹川流れも近辺にある。

## 泉質
- ナトリウム・カルシウム-硫酸塩泉
  - 泉温　54.5℃

## 温泉地
日本海に面する勝木駅周辺に、日帰り温泉施設「勝木ゆり花会館」及び日帰り入浴も扱う宿泊施設「交流の館 八幡」が存在する。
なお、「交流の館 八幡」に隣接する「山北徳洲会病院」でも温泉を利用している。
山北ゆり花温泉を名乗る「交流の館 八幡」は、1996年（平成8年）に廃校になった山北町立南中学校を再利用したものである。

## 歴史
「交流の館 八幡」は2001年(平成13年）にオープンした。

## アクセス
- JR羽越本線・勝木駅より徒歩約3～5分。
- 日本海東北自動車道あつみ温泉ICから国道7号を経由、車で約20分。
- 日本海東北自動車道朝日まほろばICから国道7号を経由、車で約30分。